# Ceratobaeus marattensis
Ceratobaeus marattensis är en stekelart som först beskrevs av Mani och Durgadas Mukerjee 1976.  Ceratobaeus marattensis ingår i släktet Ceratobaeus och familjen Scelionidae. Inga underarter finns listade i Catalogue of Life.